# ヴァレーラ・フラッタ
ヴァレーラ・フラッタ（伊: Valera Fratta）は、イタリア共和国ロンバルディア州ローディ県にある、人口約1,700人の基礎自治体（コムーネ）。

## 地理

### 位置・広がり

#### 隣接コムーネ
隣接するコムーネは以下の通り。括弧内のPVはパヴィーア県所属を示す。
- バスカペ (PV)
- カゼッレ・ルラーニ
- マルード
- マルツァーノ (PV)
- トッレ・ダレーゼ (PV)
- トッレヴェッキア・ピーア (PV)
- ヴィッランテーリオ (PV)

### 気候分類・地震分類
気候分類では、zona E, 2623 GGに分類される。
また、イタリアの地震リスク階級 (it) では、zona 3 (sismicità bassa) に分類される。